# Parafia Trójcy Świętej w Cyprzanowie
Parafia Trójcy Świętej w Cyprzanowie – rzymskokatolicka parafia znajdująca się w Cyprzanowie. Parafia należy do dekanatu Pietrowice Wielkie i diecezji opolskiej.

## Historia
Została wymieniona w spisie świętopietrza, sporządzonym przez archidiakona opolskiego Mikołaja Wolffa w 1447, pośród innych parafii archiprezbiteratu (dekanatu) w Raciborzu, pod nazwą Janowicz. Cyprzanów był wcześniej częścią Janowic, a obecnie miejscowości są połączone i parafia ma siedzibę w Cyprzanowie.
W granicach Polski i diecezji opolskiej od końca II wojny światowej.

## Galeria

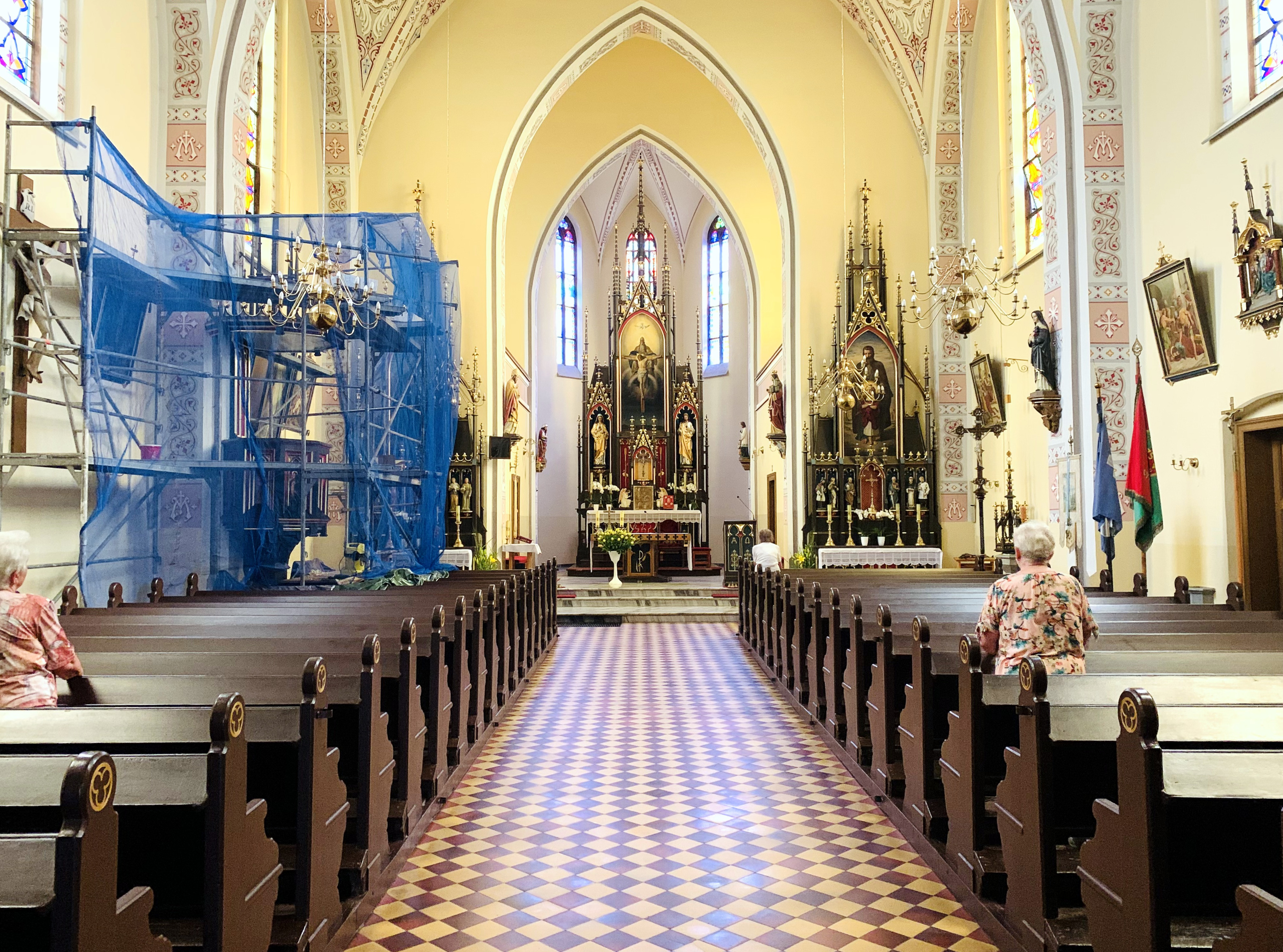
Nawa kościoła
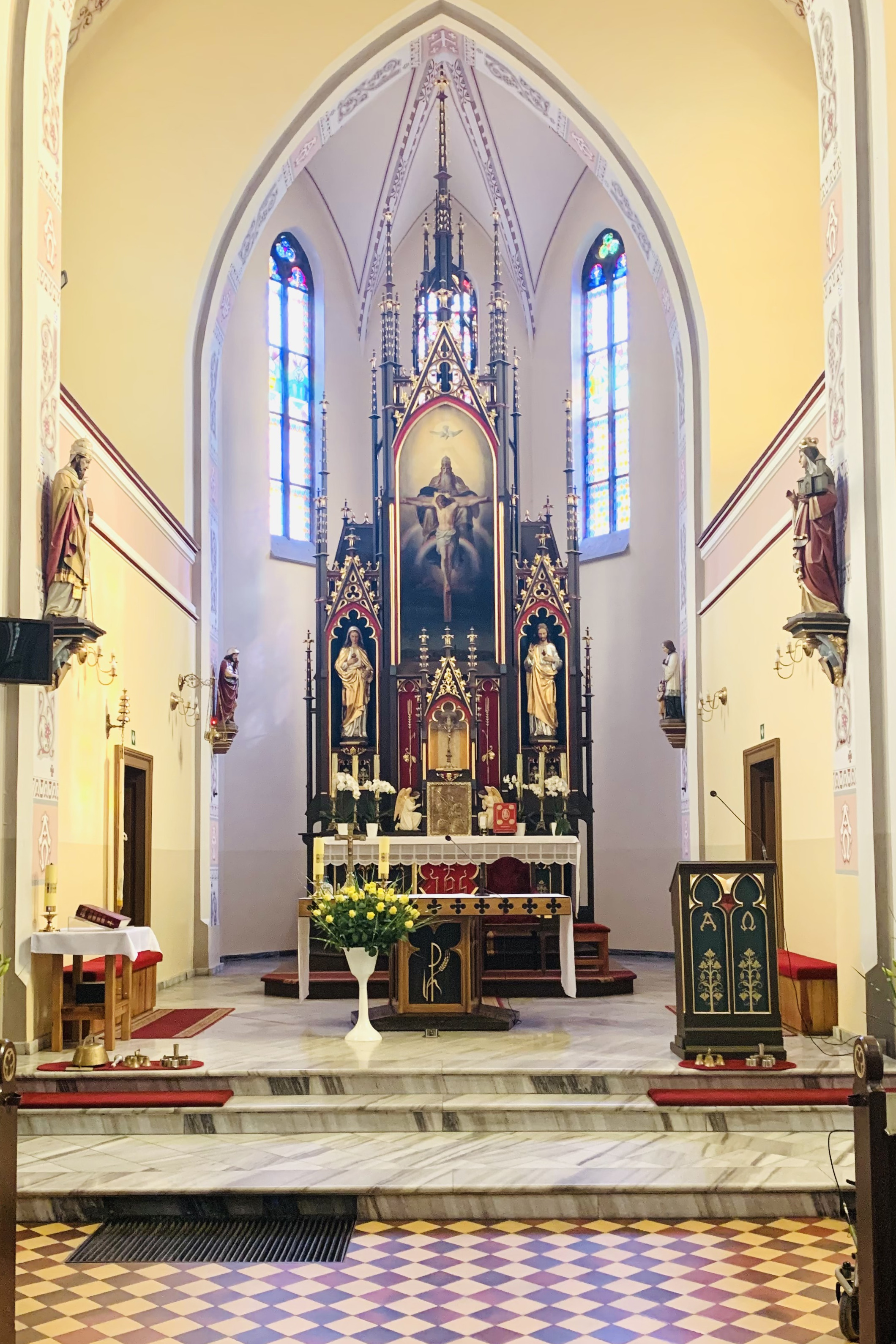
Prezbiterium